# Leonar-Werke Arndt & Löwengard
La Leonar-Werke Arndt & Löwengard o Leonar è stata un'azienda produttrice di attrezzature fotografiche fondata a Wandsbek in Germania, vicino ad Amburgo, dal Dr. Lüttke & Arndt, poi il Dr. Lüttke venne sostituito da Ernst Löwengard nel 1905 e la compagnia si chiamò Leonar-Werke Arndt & Löwengard. Nel 1964 l'azienda è confluita nella Agfa.
Produsse fotocamere a soffietto di legno e metallo di grande formato (90x115 mm) che montavano un obiettivo Ibsor f / 6.3- 45 focale di 135 mm; otturatore 1/2/5/10/25/50/100 / B / T con auto armamento, inoltre avevano un pignone e una cremagliera di messa a fuoco a doppia estensione.

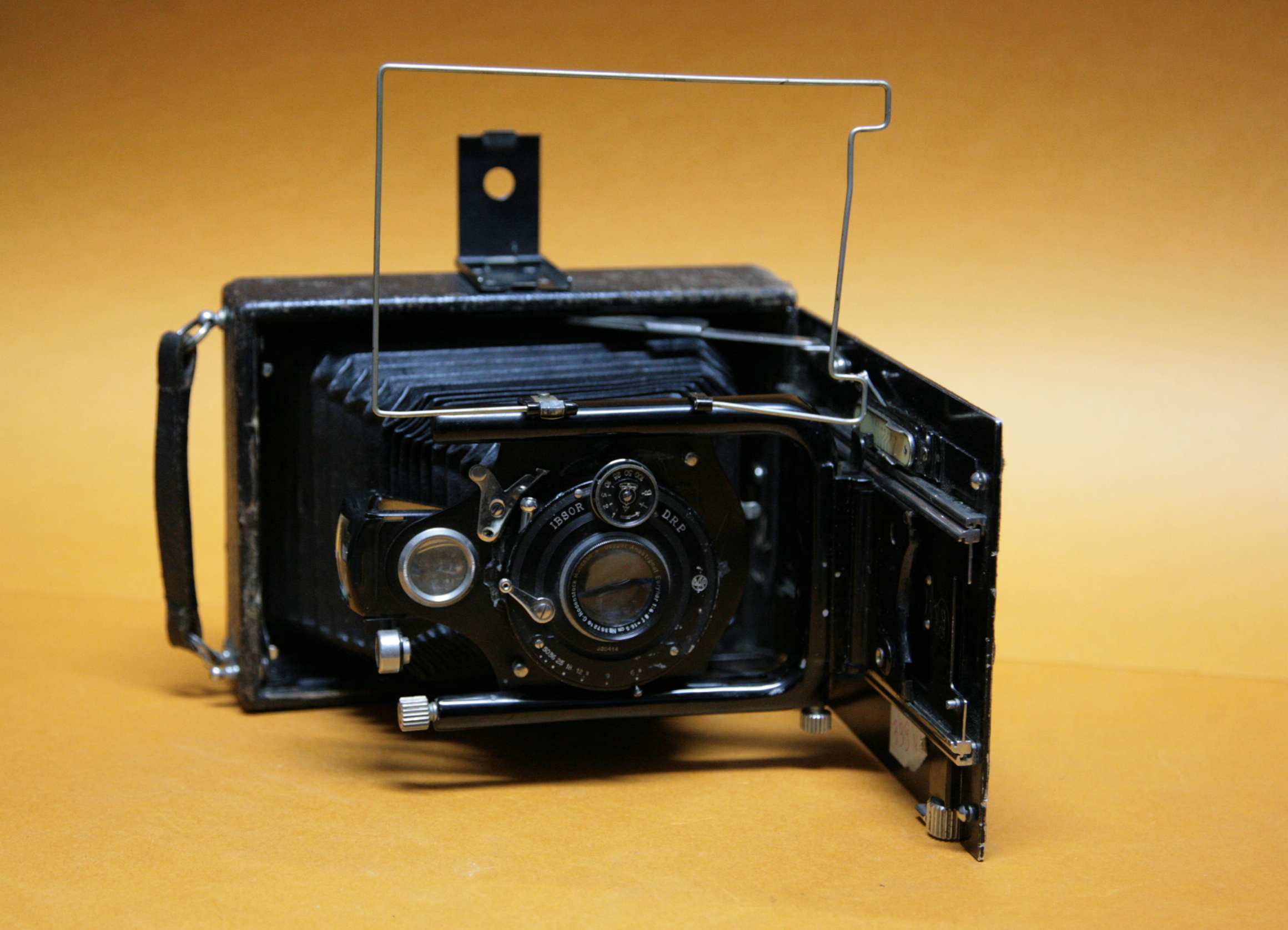
Leonar-Werke Arndt & Löwengard Wandsbek con obiettivo Ibsor 1913